# Alternaria triticina
Alternaria triticina är en svampart som beskrevs av Prasada & Prabhu 1963. Alternaria triticina ingår i släktet Alternaria och familjen Pleosporaceae.   Inga underarter finns listade i Catalogue of Life.